# 打越大樹
打越 大樹（うちこし たいき、1996年5月22日 - ）は、東京都出身のサッカー選手。登録ポジションはディフェンダー。千葉県社会人サッカーリーグ1部、房総ローヴァーズ木更津FC所属。

## 来歴
桐蔭横浜大学では主将としてチームを牽引。
2019年1月11日、ギラヴァンツ北九州への加入が発表された。
2019年3月24日、第3節のガンバ大阪U-23戦のDFスタメン起用でリーグ戦デビューを果たしたが、怪我により戦列を離れたことで、公式戦出場は5試合に限られ、同年12月11日、契約満了が発表された。
2020年2月18日、千葉県社会人サッカーリーグ1部所属の房総ローヴァーズ木更津FCへの移籍が発表された。

## 所属クラブ
ユース経歴
- 2012年 - 2014年 市立船橋高等学校
- 2015年 - 2018年 桐蔭横浜大学

プロ経歴
- 2019年  ギラヴァンツ北九州
- 2020年 -  房総ローヴァーズ木更津FC

## 個人成績
| 国内大会個人成績 | 国内大会個人成績 | 国内大会個人成績 | 国内大会個人成績 | 国内大会個人成績 | 国内大会個人成績 | 国内大会個人成績 | 国内大会個人成績 | 国内大会個人成績 | 国内大会個人成績 | 国内大会個人成績 | 国内大会個人成績 |
| 年度             | クラブ           | 背番号           | リーグ           | リーグ戦         | リーグ戦         | リーグ杯         | リーグ杯         | オープン杯       | オープン杯       | 期間通算         | 期間通算         |
| 年度             | クラブ           | 背番号           | リーグ           | 出場             | 得点             | 出場             | 得点             | 出場             | 得点             | 出場             | 得点             |
| 日本             | 日本             | 日本             | 日本             | リーグ戦         | リーグ戦         | リーグ杯         | リーグ杯         | 天皇杯           | 天皇杯           | 期間通算         | 期間通算         |
| ---------------- | ---------------- | ---------------- | ---------------- | ---------------- | ---------------- | ---------------- | ---------------- | ---------------- | ---------------- | ---------------- | ---------------- |
| 2019             | 北九州           | 26               | J3               | 5                | 0                | -                | -                | 0                | 0                | 5                | 0                |
| 通算             | 日本             | 日本             | J3               | 5                | 0                | -                | -                | 0                | 0                | 5                | 0                |
| 総通算           | 総通算           | 総通算           | 総通算           | 5                | 0                | -                | -                | 0                | 0                | 5                | 0                |

- Jリーグ初出場 - 2019年3月24日 J3リーグ第3節 対ガンバ大阪U-23戦（パナソニックスタジアム吹田）